# Tarilonte de la Peña
Tarilonte de la Peña es una localidad del municipio de Santibáñez de la Peña en la provincia de Palencia, en la Comunidad Autónoma de Castilla y León, España. Está a una distancia de 7 km de Santibáñez de la Peña, la capital municipal, en la comarca de Montaña Palentina.

## Situación
Se encuentra en la parte norte de la provincia de Palencia, en la comarca de la Montaña Palentina.Confina al norte con Velilla de Tarilonte, al noreste con Villanueva de la Peña, al sureste con Pisón de Castrejón, al sur con Villalbeto de la Peña y Recueva de la Peña, al oeste con Aviñante de la Peña y al noreste con Villaverde de la Peña.

## Etimología
Se cree que el término de "Tarilonte" hace referencia a Tárik, un general bereber que pudo dar nombre a la fuente (onte) del pueblo.

## Demografía
Evolución de la población en el siglo XXI
| Gráfica de evolución demográfica de Tarilonte de la Peña entre 2000 y 2020 |
|                                                                            |
| Población de derecho (2000-2020) según el padrón municipal del INE         |

## Lugares de interés
- Iglesia de Santa Marina: se trata de una iglesia románica hecha a base de sillaría de caliza blanca, dedicada a Santa Marina, perteneciente al arciprestazgo del Brezo. Iglesia de Santa Marina

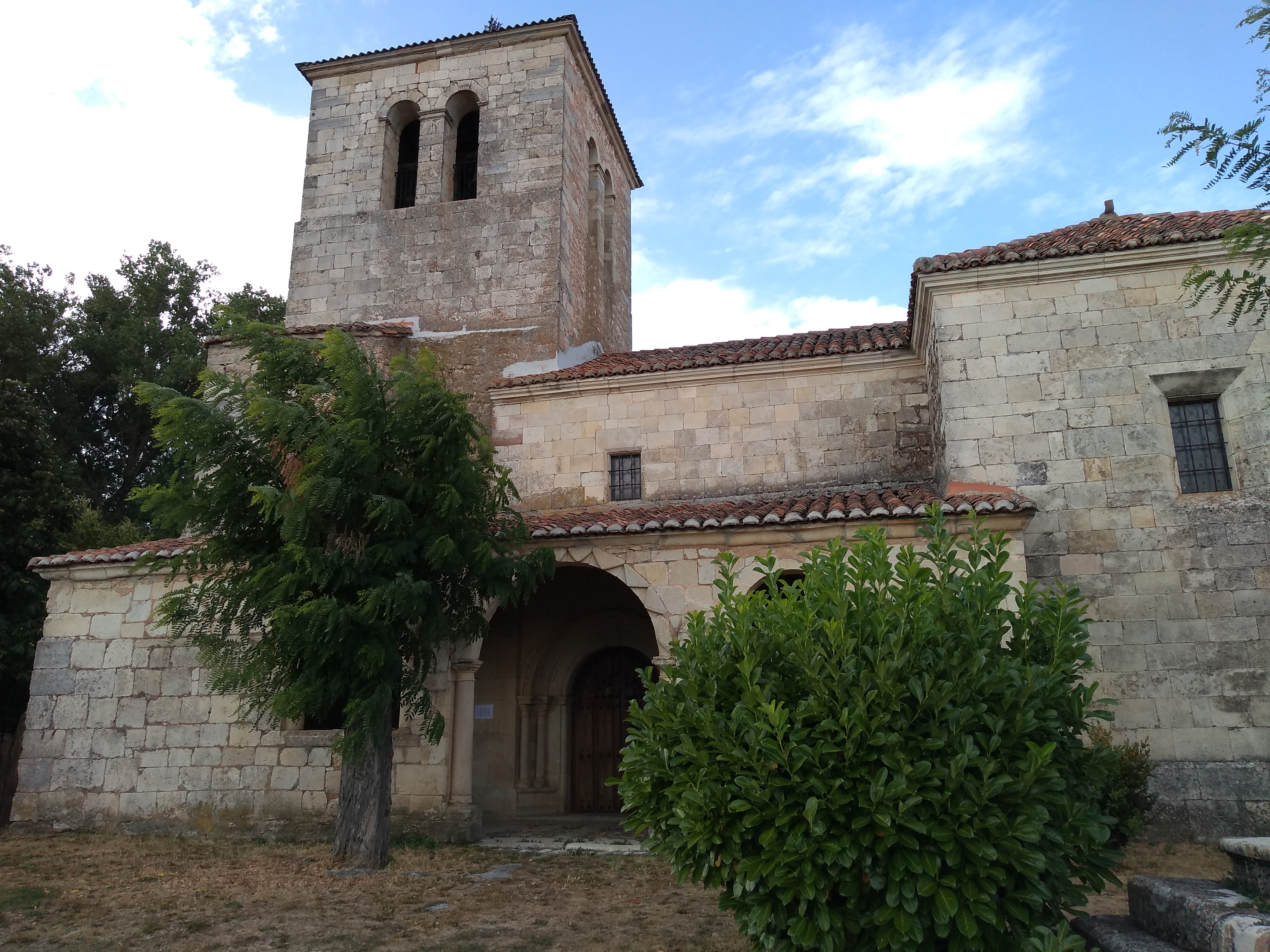
Iglesia de Santa Marina

- La Loma: estribación sur de la Sierra del Brezo, formado de calizas,[3] que se encuentra entre Guardo y Aviñante de la Peña, que alberga, entre otras cuevas como el yacimiento paleolítico Cueva de Guantes o el castro de la Loma.

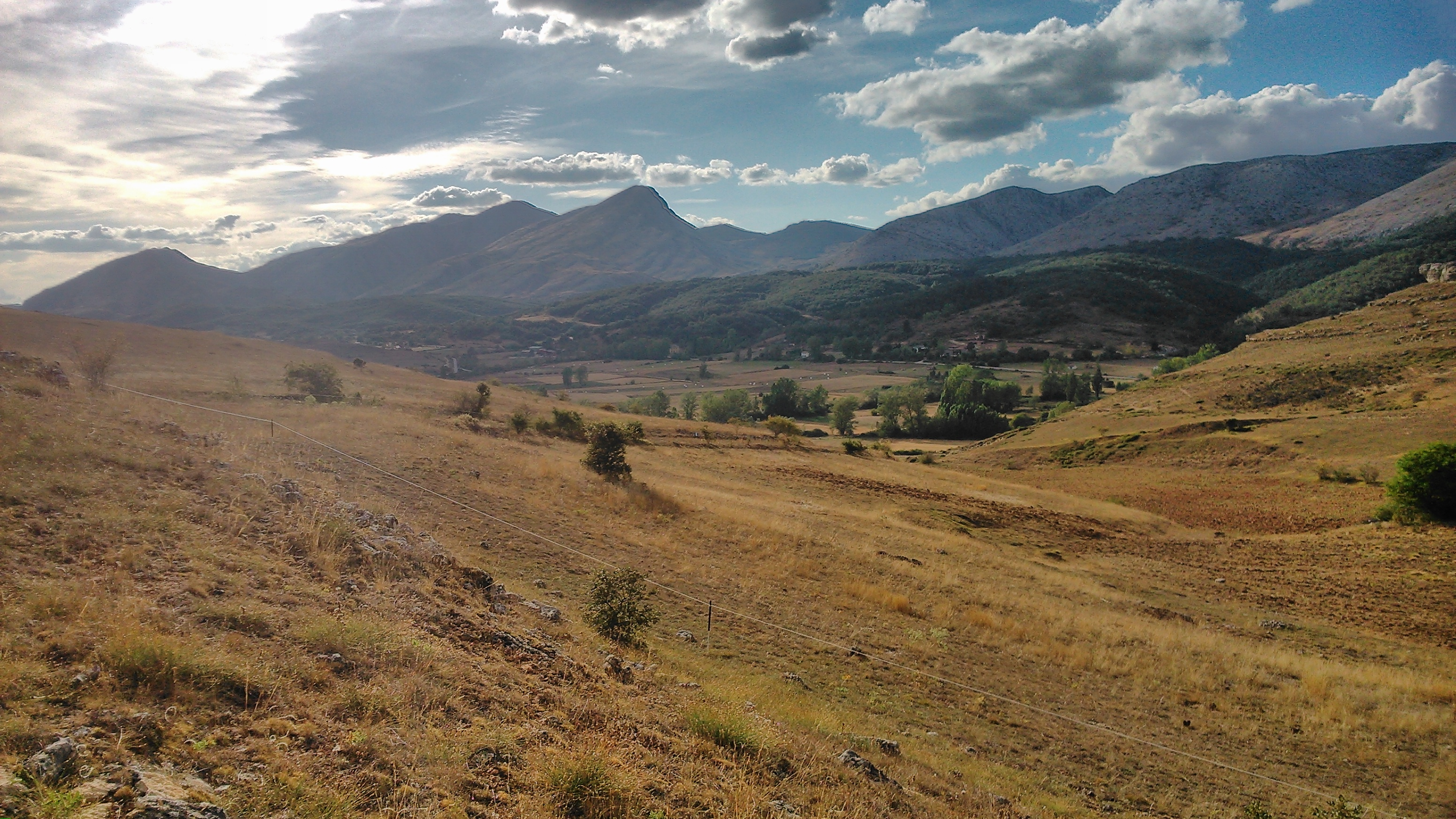
La Loma, con la Sierra del Brezo al fondo